# Бисенов, Алдаберген
Алдаберге́н Бисе́нов (каз. Алдаберген Бисенов; 1926, село Аккум — 23 июня 2002) — директор совхоза «Жанаталап» Жалагашского района Кызылординской области Казахской ССР. Герой Социалистического Труда (1971).

## Биография
Родился в 1926 году в селе Аккум Жалагашского района Кызылординской области Казахской ССР. Окончив восьмилетку, начал работать учётчиком в колхозе. В 1944 году был призван в армию, участвовал в Великой Отечественной войне. До 1950 года служил в пограничных войсках.
В 1951—1952 годах работал в Теренозекском районе. В 1955 году окончил Кзыл-Ординский сельскохозяйственный техникум. С 1955 по 1960 год — механик, главный инженер на Жалагашской МТС.
Без отрыва от производства окончил годичные курсы по подготовке руководителей сельскохозяйственных предприятий, после чего был назначен в 1962 году директором совхоза «Жанаталап» Жалагашского района. В 1970 году окончил Казахский сельскохозяйственный институт.
В 1972 году сменил на посту директора рисоводческого совхоза имени «50-летия Казахской ССР» Наги Ильясова, которого назначили директором совхоза «Комсомольский» Сырдарьинского района. Вывел совхоз в число передовых сельскохозяйственных предприятий по Кзыл-Ординской области. Совхоз под его руководством ежегодно получал урожай риса в среднем около 60 центнеров с гектара.
Участвовал во Всесоюзной выставке ВДНХ, где получил золотую и серебряную медали.
Руководил совхозом имени «50-летия Казахской ССР» до выхода на пенсию в 1988 году.
Скончался в 2002 году.
Память
Его имя носит средняя школа № 38 в его родном селе Аккум.

## Награды
- Герой Социалистического Труда — Указом Президиума Верховного Совета СССР «О присвоении звания Героя социалистического Труда передовикам сельского хозяйства Казахской ССР» от 8 апреля 1971 года за выдающиеся успехи, достигнутые в развитии сельскохозяйственного производства и выполнении пятилетнего плана продажи государству продуктов земледелия и животноводства удостоен звания Героя Социалистического Труда с вручением ордена Ленина и золотой медали «Серп и Молот»[5].
- Орден Ленина
- Орден Трудового Красного Знамени